# Eupithecia subtilis
Eupithecia subtilis is een vlinder uit de familie van de spanners (Geometridae). De wetenschappelijke naam van de soort is voor het eerst geldig gepubliceerd in 1910 door Dietze.
De soort komt voor in Afghanistan, Iran, Kirgizië, Pakistan en Tadzjikistan. Hij vliegt op hoogtes van 1500 tot 3500 meter boven zeeniveau.